# Хворан
Хвора́н (перс. خوران‎) или Хора́н — село на севере Ирана, в остане Альборз. Входит в состав шахрестана Талекан. Является частью дехестана (сельского округа) Паин-Талекан бахша Меркези.

## География
Село находится в северо-западной части Альборза, в горной местности южного Эльбурса, на расстоянии приблизительно 53 километров к северо-западу от Кереджа, административного центра провинции. Абсолютная высота — 1806 метров над уровнем моря.

## Население
По данным переписи 2006 года население села составляло 311 человек (159 мужчин и 152 женщины). В Хворане насчитывалось 78 семей. Уровень грамотности населения составлял 72,67 %. Уровень грамотности среди мужчин составлял 75,47 %, среди женщин — 69,74 %.